# ジムノペディ (バンド)
ジムノペディは、6人編成の日本のロックバンド。
ロック、ジャズ、スウィング、ファンク、ラテン、昭和歌謡、ムード歌謡を織り交ぜたクロスオーバーなサウンドと物語性のある独特な世界観の歌詞を持ったバンド。
公式サイトによると、2008年1月30日をもって解散したとのこと。

## 来歴
2001年12月、小林を中心に結成。自分達にしかできない独自の音を追求したいという願いを込めて、クラシック界の異端児エリック・サティの曲にちなんでバンド名を『ジムノペディ』と命名する。
2002年5月、前メンバーと入れ替わる形でボーカル田中とギター相良が加入。
2002年11月、ファースト・アルバム『雨、所により花吹雪』をリリース。
2008年1月31日をもって解散。以後、田中と小林はPezite（ペジテ）、西と川崎はcosmoに参加して音楽活動を継続。

## メンバー
現在
- 田中直美(たなか なおみ) ボーカル
- 西広樹(にし ひろき) ギター (2005年6月加入)
- 川崎綾子(かわさき あやこ) ドラムス
- 小林殉一(こばやし じゅんいち) コーラス・サックス リーダー

脱退
- 畔上加菜子(あぜがみ かなこ) ピアノ・キーボード (2005年3月脱退)
- 相良年宏(さがら としひろ) ギター (2005年3月脱退)
- 笹沢早織(ささざわ さおり) ピアノ・キーボード (2005年6月加入⇒2007年2月脱退)
- 永長健(ながおさ たけし) ベース (2007年2月脱退)

## 作品

### CD ALBUM
- 『雨、所により花吹雪』 [MFCA-1079](2002.11.13・再発売 2003.10.8)
- 『今宵も、うたかた探し』 [GFCC-0003](2004.3.10)
- 『8つの小品(しょうひん)』 [GFCC-0007](2005.3.2)
- 『夜空にかえす、願いゴトの背中』 [GYMN-2601](2006.11.22)

### CD SINGLE
- 『ヒメゴト花火』 [MFCC-0001](2003.8.27)
- 『恋じかけのワルツ』 [GFCC-0002](2003.11.14)
- 『スタッカート』 [GFCC-0005](2004.11.24)
- 『夢ならクリムゾン』 [SHCC-0001](2005.8.24)

### DVD
- 『ジムノペDVD vol.1』 [SHDC-0001](2005.8.24)